# Buddy Terry
Buddy Terry (Newark, Nueva Jersey, 30 de enero de 1941-29 de noviembre de 2019) fue un saxofonista, flautista y clarinetista norteamericano de jazz.

## Historial
Comenzó estudiando clarinete en la YMCA, y luego saxo tenor con LaMarr La Voizier, que fue también profesor de Wayne Shorter, James Moody y Grachan Moncur III. Durante su época de estudiante de música, realizó giras con las bandas de Cat Anderson y Rufus Jones Más tarde, y ya profesional, formó parte de las big bands de Dizzy Gillespie, Ray Charles, Lionel Hampton, Sy Oliver, Gil Evans y Thad Jones-Mel Lewis, además de trabajar en los grupos de Charles Mingus, Jimmy McGriff, Joe Morello, Horace Silver, Art Blakey. Formó parte también de la banda que Duke Ellington organizó para el musical de Broadway, "Sophisticated Ladies", y fue miembro original de la banda del programa de TV, "Saturday Night Live". Su época de mayor producción fue en la década comprendida entre 1965 y 1975.
Su primer disco como líder (Electric Soul) lo grabó en 1967 para el sello Prestige, con Jimmy Owens (trompeta) y Ron Carter (contrabajo), entre otros, en una línea de funky jazz, utilizando además del tenor el varitone, sistema de electrificación de los saxofones. Después grabó para otros sellos como Mainstream Records (Pure Dynamite, 1972, con Stanley Clarke, Kenny Barron, Airto Moreira y Woody Shaw) o P-Vine (Awareness, 1972, con Cecil Bridgewater y Stanley Cowell).